# 商工政務次官
商工政務次官（しょうこうせいむじかん）は、かつて商工行政を担当していた商工省の政務次官。戦後である1949年5月25日に国家行政組織法が施行されたため、商工政務次官は廃止され、通商産業省の通商産業政務次官となった。

## 歴代商工政務次官
一期目
- 秦豊助　1925年4月 - 1925年8月
- 柵瀬軍之佐　1925年8月 - 1927年4月
- 吉植庄一郎　1927年4月 - 1929年7月
- 横山勝太郎　1929年7月 - 1931年4月
- 松村義一　1931年4月 - 1931年12月
- 中島知久平　1931年12月 - 1932年6月
- 岩切重雄　1932年6月 - 1934年7月
- 勝正憲　1934年7月 - 1936年4月
- 池田秀雄　1936年4月 - 1937年2月
- 木暮武太夫　1937年6月 - 1939年1月
- 今井健彦　1939年1月 - 1939年9月
- 横川重次　1939年9月 - 1940年1月
- 加藤鐐五郎　1940年1月 - 1940年7月

二期目
- 木暮武太夫　1945年10月 - 1946年1月
- 小林錡　1946年6月 - 1947年3月
- 保利茂　1947年3月 - 1947年4月
- 冨吉栄二　1947年6月 - 1948年3月
- 正木清　1948年4月 - 1948年10月
- 駒井藤平　1948年4月 - 1948年10月
- 村上勇　1948年10月 - 1949年2月
- 小林英三　1948年10月 - 1949年5月
- 有田二郎　1948年2月 - 1949年5月